# Nachtigallenecho
Nachtigallenecho (russisch Соловьиное эхо / Solowjinoje echo) ist eine Erzählung des sowjetischen Schriftstellers Anatoli Kim aus dem Jahr 1976, die 1977 in der Literaturzeitschrift Völkerfreundschaft (russisch Дружба народов / Druschba narodow) vorabgedruckt wurde und 1978 in der Sammlung Четыре исповеди (Tschetyre ispowedi / Vier Beichten) im Moskauer Verlag Sowjetischer Schriftsteller (russisch Советский писатель / Sowetski pissatel) erschien. Die Übertragung ins Deutsche von Hartmut Herboth kam 1986 bei Volk und Welt in Berlin heraus.

## Titel
Der Ich-Erzähler Mesner, ein 1941 geborener Kunstwissenschaftler koreanischer Abstammung, Verfasser der Schrift „Die Bleistiftskizzen der Meister des späten Impressionismus“, berichtet über seinen deutschen Großvater, der im Sommer 1914 bei Ausbruch des Ersten Weltkrieges an der Wolga spurlos verschwand. Manches kann Mesner naturgemäß über seinen Ahnen Otto Meißner, Magister der Philosophie an der Universität Königsberg, gar nicht wissen – auch, weil die am Amur lebenden Koreaner kurz vor dem Zweiten Weltkrieg zwangsweise in die Tschimkenter Gegend nach Kasachstan umgesiedelt worden waren. Also füllt Mesner einige Lücken im Fluss der Zeit vermöge der Kraft seiner Phantasie. Apropos „Fluss der Zeit“ – Mesner bricht dieses doch eigentlich immer streng konsekutiv ablaufende Kontinuum Zeit unbekümmert auf und extrapoliert es sogar über den eigenen Tod hinaus. Dazu zwei Beispiele. Der jugendliche Großvater spricht zu Anfang der Erzählung mit dem ungeborenen Mesner. Letzteren soll sich der Leser nach dem Autorenwillen zu dem frühen Erzählzeitpunkt zunächst als Stern am Nachthimmel vorstellen. Als dann der Erzähler später energisch die Bühne betritt und das Thema wechselt – Bewältigungsversuche seiner zerbrochenen Ehe zum Besten gibt – setzt er sich simultan in einem Erzählwirrwarr mit seinem deutschen Großvater auseinander. Mesner hat Deutsch gelernt und sieht die hinterlassenen vergilbten Aufzeichnungen Otto Meißners durch. Darin steht:
„Eine Nachtigall schlug, und jeder Laut klang wie ein wonnetrunkener Kuß. Mir war, als küsse der kleine Vogel das Antlitz der aufgehenden Sonne. Und in dieser tönenden Liebkosung... entdeckte ich... etwas Ewiges...“ Mesner ist gestorben, erzählt trotz alledem weiter und nimmt das Nachtigallenthema des Großvaters auf: „Ich lebe, und es gibt mich längst nicht mehr auf der Welt... nur das Nachtigallenecho... fliegt auf dem Kamm des Maierblühens, und die weitschwingenden Wogen der Zeit laufen in die Ferne...“

## Inhalt
Die Geschichte von Mesners koreanischer Großmutter Mesner-Olga-ame, der Ehefrau Otto Meißners, läuft vom Sommer 1912 bis in das Jahr 1927. Der junge Otto, von seinem energischen Großvater Friedrich Meißner, einem Nachfahren der rührigen Hanse-Kaufleute, auf Dienstreise in den Fernen Osten abkommandiert, befindet sich auf der Rückreise nach Deutschland. Den indischen Hanf, die japanischen Zuchtperlen und die Bärenrobben am Strand der Kommodoreinseln hat er genauer beaugenscheinigt. Nun muss Otto am russischen Amurufer die Produktion und Transportmöglichkeiten von Opium ausfindig machen. Nebenbei kuriert Otto die todkranke blutjunge Koreanerin Olga mit einer Tasse Kaffee. Seitdem flieht Olga mit ihrem deutschen Lebensretter vor der koreanischen Verwandtschaft gen Westen. Unterwegs wird geheiratet. In Tschita bleibt das Paar länger. Am Baikal muss Otto im Auftrage seines Großvaters Fragen des Omul-Fanges untersuchen. Olga und Otto bekommen in Irkutsk einen Knaben. Gegen Ende des Jahres 1913 muss Otto auf Anweisung seines Großvaters einen kleinen Umweg über Tuwa nehmen. Der dortige Asbest verdient Beachtung. Über den Sajan führt der holprige Weg durch die Chakassische Steppe. Im tuwinischen Winter muss sich Otto auf der Schlittenfahrt durch die Steppe eines angreifenden weißen Wolfsrudels erwehren. Otto erschießt drei große Bestien. Darauf lässt das Rudel von der kleinen Familie des treffsicheren akademischen Schützen ab. In der Gegend, in der heute die tuwinische Stadt A...k liegt, genießen die drei Reisenden bis zum Frühjahr 1914 die Gastfreundschaft des englischen Industriellen Mr. Josua Stubbs. Die anschließende Luftreise von A...k an die Stadt W. an der Wolga gestaltet der Ich-Erzähler Mesner phantasmagorisch. Ebenjene drei erschossenen kräftigen weißen Wölfe ziehen das bootähnliche Gefährt durch die westsibirischen Lüfte. Sobald die Wölfe erlahmen, breitet der Kutscher seine drei Paare weißer Schwanenflügel aus und das Wolfsgespann strebt weiter westwärts gegen die Wolga.
Nach Ausbruch des Krieges werden auch in W. Ausländer – wie der Deutsche Meißner – unter Polizeiaufsicht gestellt. Olga ist wieder schwanger. Von dem Gang zur Polizei, bei der Otto seinen Revolver abgeben will, kehrt er nie zurück. Im Winter bringt Olga einen zweiten Knaben zur Welt. 1927 kehrt sie mit ihren beiden Jungen zu ihrer Familie an den Amur zurück. In Kasachstan wachsen die Söhne heran, heiraten dort Koreanerinnen und zeugen summa summarum elf Kinder.
Ab dem siebten der zehn Kapitel flicht Mesner den Bericht über sein Unglück ein. Nach seinem zweijährigen Wehrdienst als Offizier auf Kamtschatka hat seine strebsame Ehefrau daheim in Moskau mittlerweile über die Physiologie des Hirns promoviert und sich einen hochgewachsenen Chemieingenieur geangelt. Für Mesner ist kein Platz mehr in der beengten Moskauer Wohnung. Er lässt sich scheiden, verbiegt dem schwächlichen Chemiker die Nase und zieht freiwillig nach Tataro-Krapiwenskoje. Dort arbeitet er als Lehrer in der Dorfschule. Es gibt nur fünfundsechzig Schüler.

## Rezeption
Debüser umkreist Anatoli Kims Schreibphilosophie mit der Spezifizierung des Begriffes „Wir“. Dieser Terminus umfasse alle Seelen, die in die Ewigkeit eingegangen sind. Mesner sähe die Papiere des Großvaters Otto Meißner durch, weil er die eigene Scheidung überwinden wolle. Dabei stelle er fest, während der Großvater Otto vermutlich verzagt habe, sei die Großmutter Olga unbeirrt ihren Weg gegangen.

## Deutschsprachige Ausgaben
- Anatoli Kim: Nachtigallenecho, S. 115–209 in: Der Nephritgürtel – Nachtigallenecho – Lotos. Drei kleine Romane. Aus dem Russischen von Hartmut Herboth und Irene Strobel. Mit einem Nachwort von Lola Debüser. Volk und Welt, Berlin 1986. 343 Seiten (verwendete Ausgabe)